# Cantonul Meudon
Cantonul Meudon este un canton din arondismentul Boulogne-Billancourt, departamentul Hauts-de-Seine, regiunea Île-de-France, Franța.

## Comune
| Comune                  | Populație (1999) | Cod poștal | Cod INSEE |
| ----------------------- | ---------------- | ---------- | --------- |
| Meudon, commune entière | 44.706           | 92.360     | 92.048    |